# Оленти (река, впадает в озеро Туздыколь)
Оленти (Оленты, Уленты; каз. Өлеңті) — река в Западно-Казахстанской области. Течёт по территории Сырымского и Акжаикского районов.
С казахского название реки переводится как «местность, где растет осока».
Река начинается близ села Кенащи (Сырымский район), к северо-западу от Коныра. Течёт преимущественно на юго-запад, затем вскоре после села Сайкудук (Акжаикский район) поворачивает на юг, далее течение реки распадается на сеть арыков.
Длина русла составляет 211 км.
Содержание взвеси в речной воде варьируется от 200 до 400 г/м³. Минерализация — 1,5—4 мг/л, гидрокарбонатного типа.
В долине реки выявлены очаги геморрагической лихорадки с почечным синдромом.